# 朱文治 (清朝)
朱文治（1760年—1845年），字詩南，號少仙，浙江餘姚人。
乾隆五十三年（1788年）舉人，官至海寧州（今屬浙江）學正。擅長用篆法寫蘭竹，與海鹽張燕昌的「飛白寫蘭」齊名。有《繞竹山房詩稿》。